# Cheng Ming
Dans ce nom chinois, le nom de famille, Cheng, précède le nom personnel.
Cheng Ming (née le 11 février 1986 dans le Jilin) est une archère chinoise.

## Biographie
Cheng Ming remporte avec Fang Yuting et Xú Jīng la médaille d'argent par équipes aux Jeux olympiques d'été de 2012 à Londres.